# キム・チウ (女優)
キム・チウ（Kim Chiu）ことキンバリー・スー・ヤップ・チウ（Kimberly Sue Yap Chiu、1990年4月19日 - ）はフィリピン人の女優、歌手、テレビプレゼンター。